# Jahrbuch Ökologie
Das Jahrbuch Ökologie ist ein Standardwerk, das seit 1992 erscheint und Themen der Ökologie sowie des Umwelt- und Naturschutzes diskutiert. Aktuelle Herausgeberin ist die Deutsche Umweltstiftung. Ein Beirat und eine Reihe von wissenschaftlichen Instituten begleiten die Themen- und Autorenauswahl. Die Reihe erschien seit ihrem Beginn 1992 bis zum Jahrgang 2008 im Verlag C.H. Beck, München, seitdem im Verlag S. Hirzel, Stuttgart. 

## Themen und Inhalte
Das Jahrbuch Ökologie informiert über die ökologische Situation und die Belastungstrends in den verschiedenen Bereichen der natürlichen Umwelt, analysiert und kritisiert die staatliche und internationale Umweltpolitik. So schreibt z. B. der WWF: Es ist das Verdienst des Jahrbuches, gegen den Mainstream zu schwimmen.
Das Jahrbuch Ökologie ist ein referiertes, wissenschaftlich ediertes und allgemeinverständliches Sachbuch, das gleichzeitig hohen wissenschaftlichen Ansprüchen genügen und Anregungen für die Praxis bieten will. Es sieht sich einem breiten Ökologiebegriff verpflichtet, der im Alltag verankert ist und das Verhältnis von Mensch und Natur, von Gesellschaft und Umwelt umfasst. Es dokumentiert historisch bedeutsame umweltbezogene Ereignisse und Initiativen, beschreibt positive Alltagserfahrungen und entwirft Visionen für zukunftsfähige Entwicklungen auf lokaler, nationaler und internationaler Ebene.

## Mitglieder des Beirats
| - Christine Ax, Hamburg - Thea Bauriedl, München - Jan C. Bongaerts, Freiberg i.S. - Paul J. Crutzen, Mainz - Hartmut Graßl, Hamburg - Rainer Grießhammer, Freiburg i. Br. - Gjalt Huppes, Leiden - Martin Jänicke, Berlin - Stephan Kohler, Berlin | - Jobst Kraus, Bad Boll - Hans-Jochen Luhmann, Wuppertal - Barbara von Meibom, Berlin - Benno Pilardeaux, Berlin - Werner Schenkel, Berlin - Walter Spielmann, Salzburg - Michael Succow, Greifswald - Barbara Unmüßig, Berlin - Christine von Weizsäcker, Emmendingen |

## Begleitende Institute
Das Jahrbuch Ökologie wurde von folgenden Instituten begleitet:
- BAUM – Bundesdeutscher Arbeitskreis für Umweltbewusstes Management, Hamburg
- Deutsche Umweltstiftung, Berlin
- Ecologic – Institut für Internationale und Europäische Umweltpolitik, Berlin, Brüssel
- Forschungszentrum für Umweltpolitik, Berlin
- IFEU – Institut für Energie- und Umweltforschung, Heidelberg
- iff – Institut für soziale Ökologie, Wien
- INFU – Institut für Umweltkommunikation, Lüneburg
- IÖW – Institut für ökologische Wirtschaftsforschung, Berlin
- ISOE – Institut für sozial-ökologische Forschung, Frankfurt a. M.
- IZT – Institut für Zukunftsstudien und Technologiebewertung, Berlin
- Öko-Institut, Freiburg, Berlin, Darmstadt
- UfU – Unabhängiges Institut für Umweltfragen, Berlin, Halle
- Umweltbundesamt, Berlin, Dessau
- Wuppertal Institut für Klima, Umwelt, Energie
- WZB – Wissenschaftszentrum, Berlin[4]

## Veröffentlichungen
Seit 1992 sind 29 Ausgaben des Jahrbuchs Ökologie erschienen.
- 2022: Das Zeitalter der Städte – Die entscheidende Kraft im Anthropozän
- 2021: Ökologie und Heimat – Gutes Leben für alle oder die Rückkehr der braunen Naturschützer?
- 2019/20: Die Ökologie der digitalen Gesellschaft
- 2017/18: „Leitkultur“ Ökologie? – Was war, was ist, was kommt?
- 2016: Gesucht: Weltumweltpolitik – Herausforderungen im Anthropozän
- 2015: Re-Naturierung – Gesellschaft im Einklang mit der Natur
- 2014: Mut zu Visionen – Brücken in die Zukunft
- 2013: Wende überall? Von Vorreitern, Nachzüglern und Sitzenbleibern
- 2012: Grüner Umbau – Neue Allianzen für die Umwelt
- 2011: Die Klima-Manipulateure – Rettet uns Politik oder Geo-Engineering?
- 2012: Umwälzung der Erde – Konflikte um Ressourcen?
- 2009: Lob der Vielfalt
- 2008: Jahrbuch Ökologie 2008
- 2007: Jahrbuch Ökologie 2007
- 2006: Jahrbuch Ökologie 2006
- 2005: Jahrbuch Ökologie 2005
- 2004: Jahrbuch Ökologie 2004
- 2003: Jahrbuch Ökologie 2003
- 2002: Jahrbuch Ökologie 2002
- 2001: Jahrbuch Ökologie 2001
- 2000: Jahrbuch Ökologie 2000
- 1999: Jahrbuch Ökologie 1999
- 1998: Jahrbuch Ökologie 1998
- 1997: Jahrbuch Ökologie 1997
- 1996: Jahrbuch Ökologie 1996
- 1995: Jahrbuch Ökologie 1995
- 1994: Jahrbuch Ökologie 1994
- 1993: Jahrbuch Ökologie 1993
- 1992: Jahrbuch Ökologie 1992